# Serra de Puig Gili
La Serra de Puig Gili és una serra situada al municipi del Pont de Vilomara i Rocafort, a la comarca catalana del Bages, amb una elevació màxima de 623 metres.